# Choriaster granulatus
Étoile-coussin granuleuse
Espèce
Choriaster granulatus, communément nommé Étoile-coussin granuleuse, est une espèce d'échinodermes de la famille des Oreasteridae.

## Description

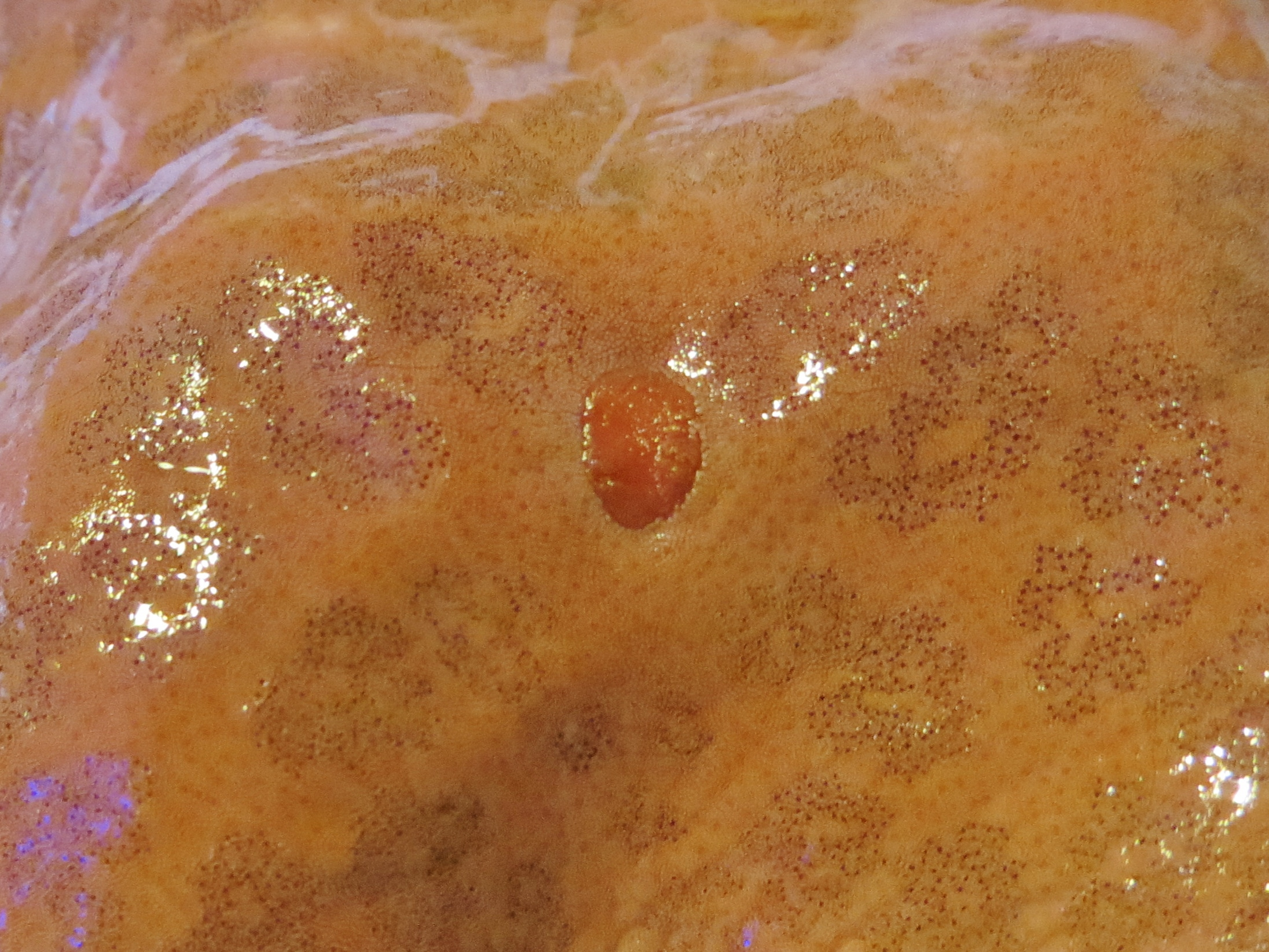
La plaque madréporitique d'une C. granulatus.

C'est une étoile de mer massive : sa taille maximale est de 30 cm de diamètre. Le corps, boudiné, est blanchâtre, mais présente sur la face aborale du disque central des aires papillaires colorées, pouvant aller du beige clair au rouge vermillon (souvent, les spécimens vivant plus profond sont plus colorés). Les bras sont courts, épais et cylindriques, au toucher ils sont rebondis. Sur la face aborale, les gouttières ambulacraires blanches présentent un relief marqué, et sont parcourues de petites épines articulées.

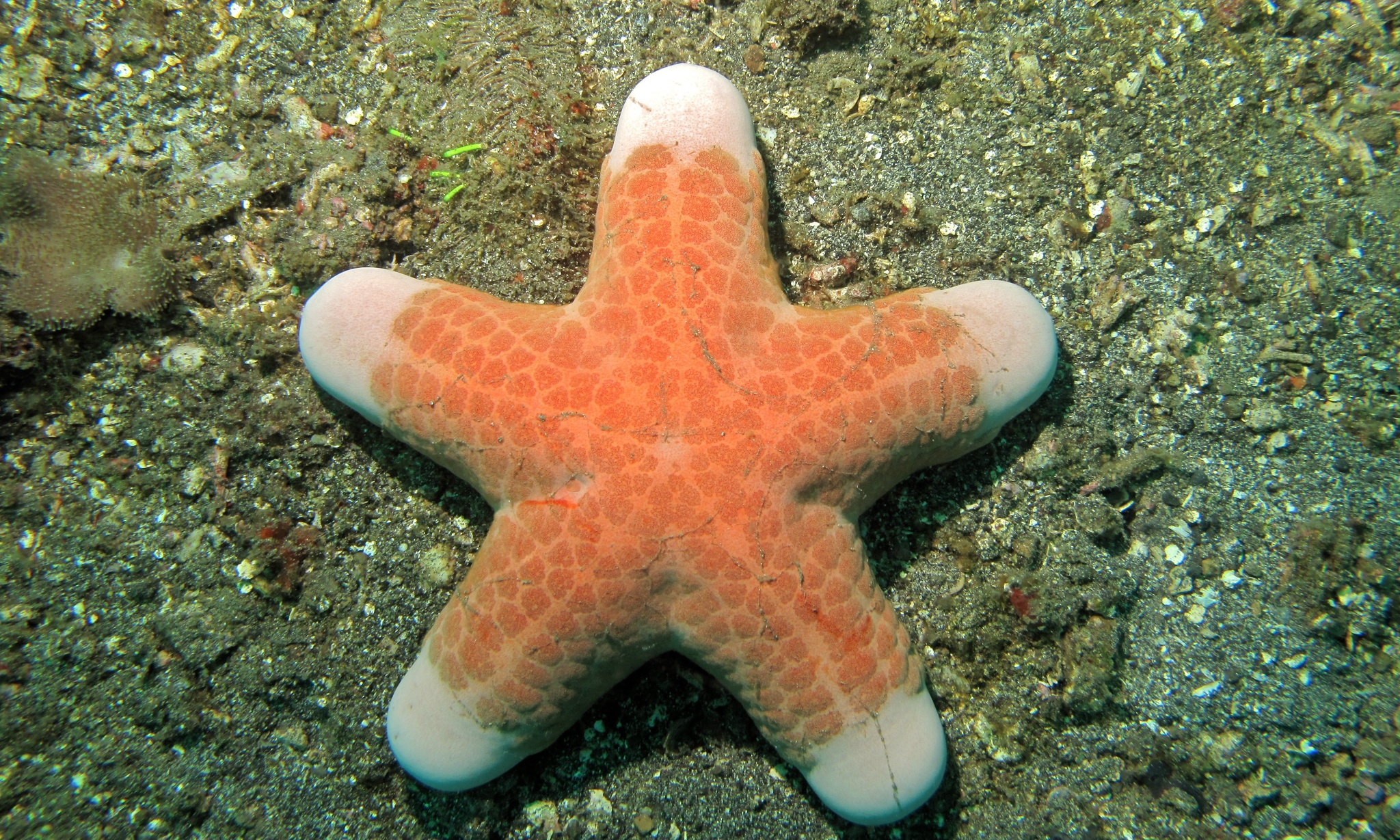
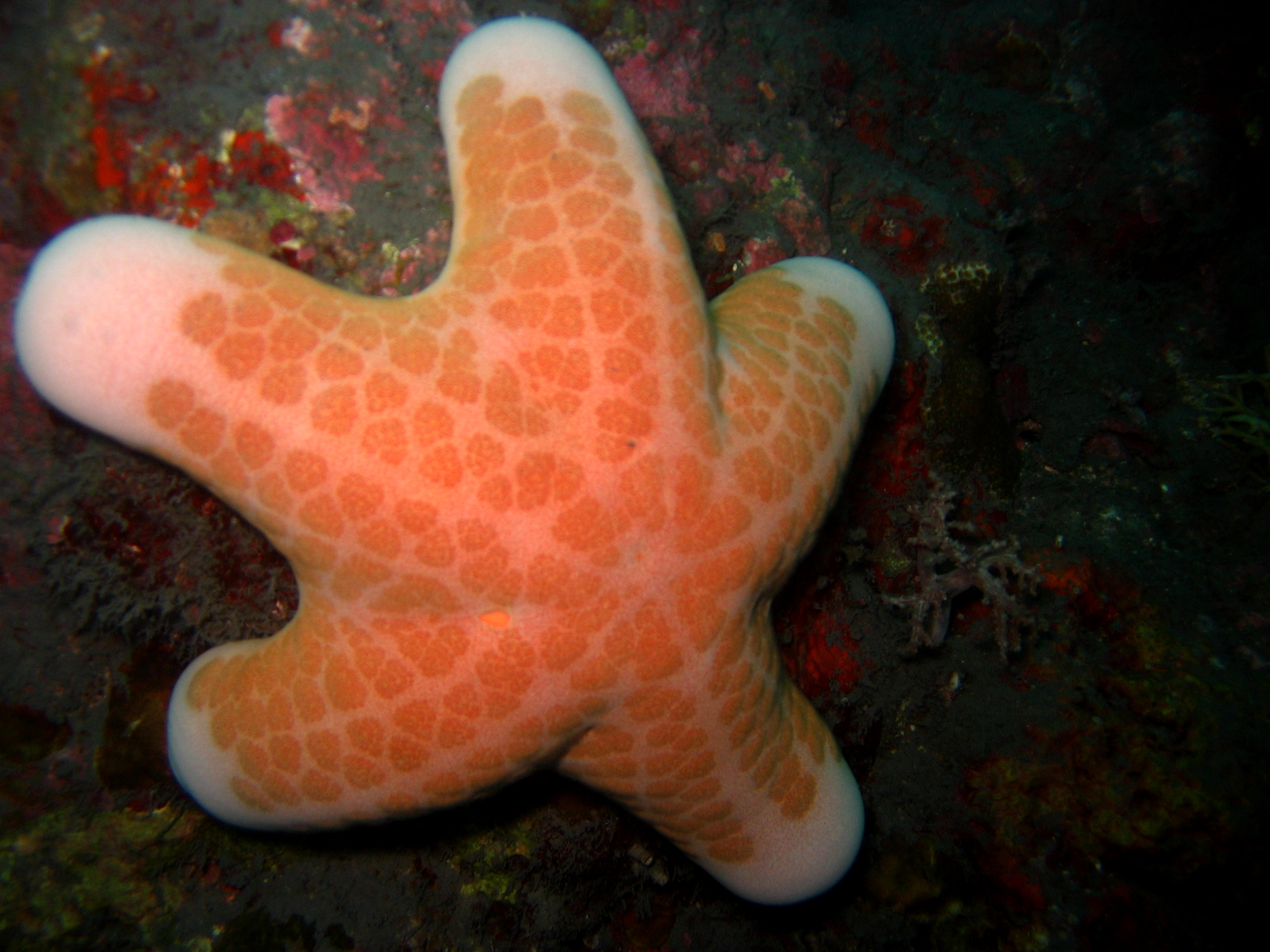
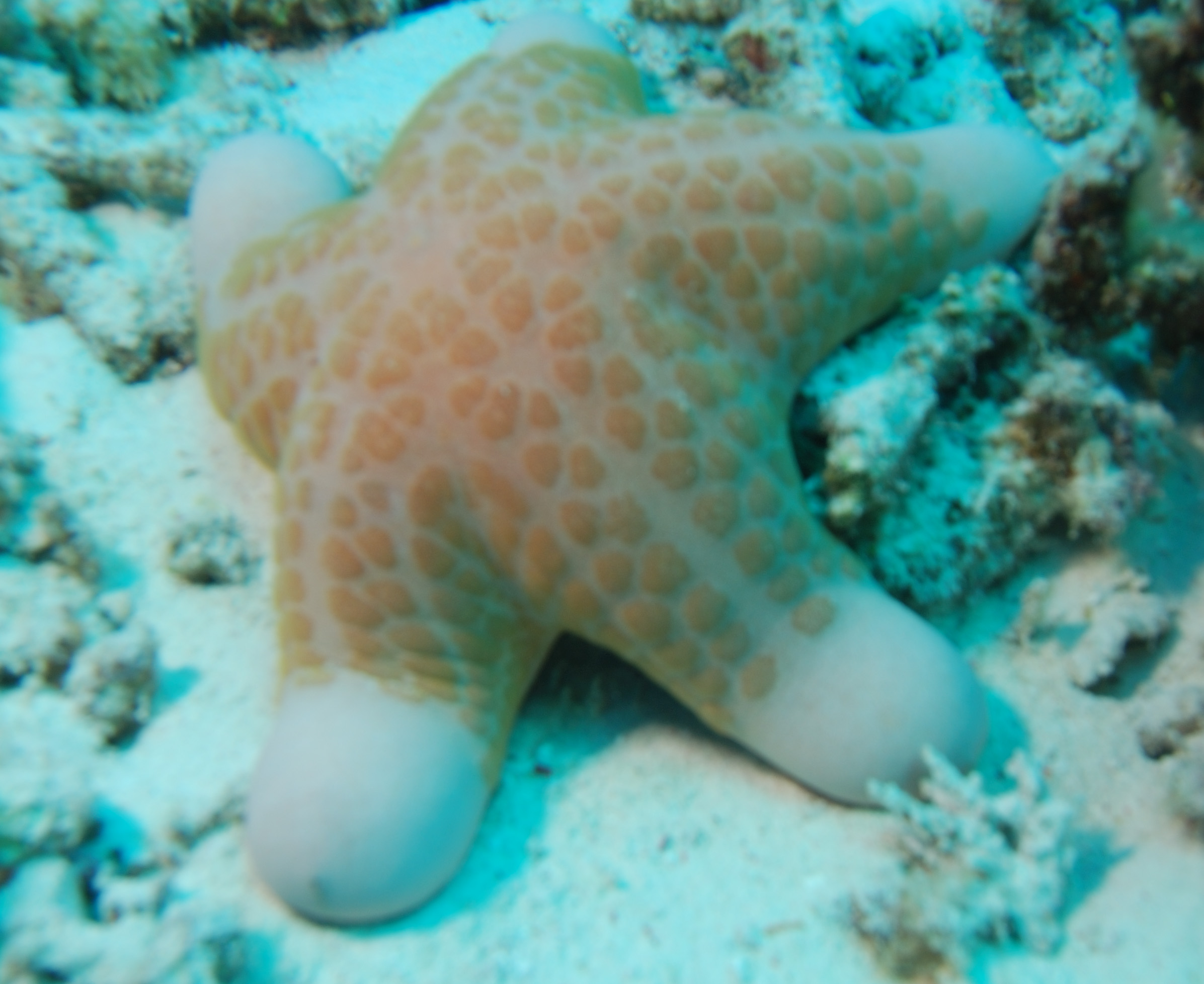
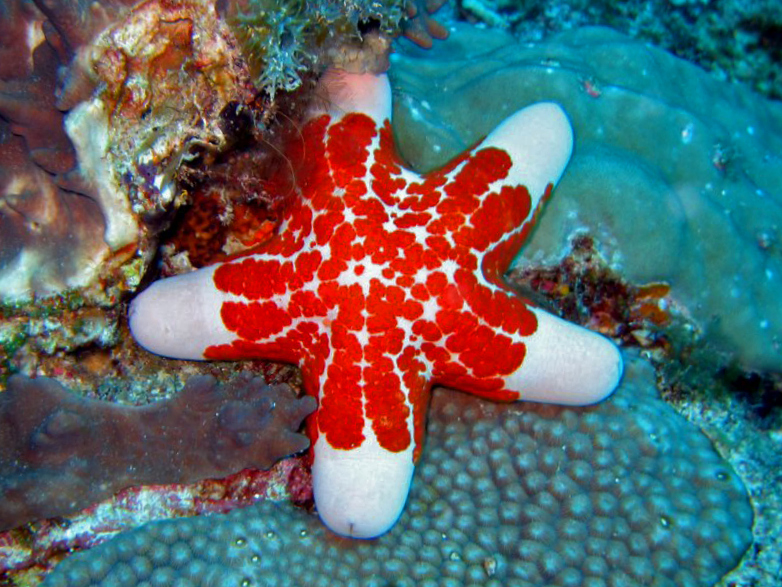
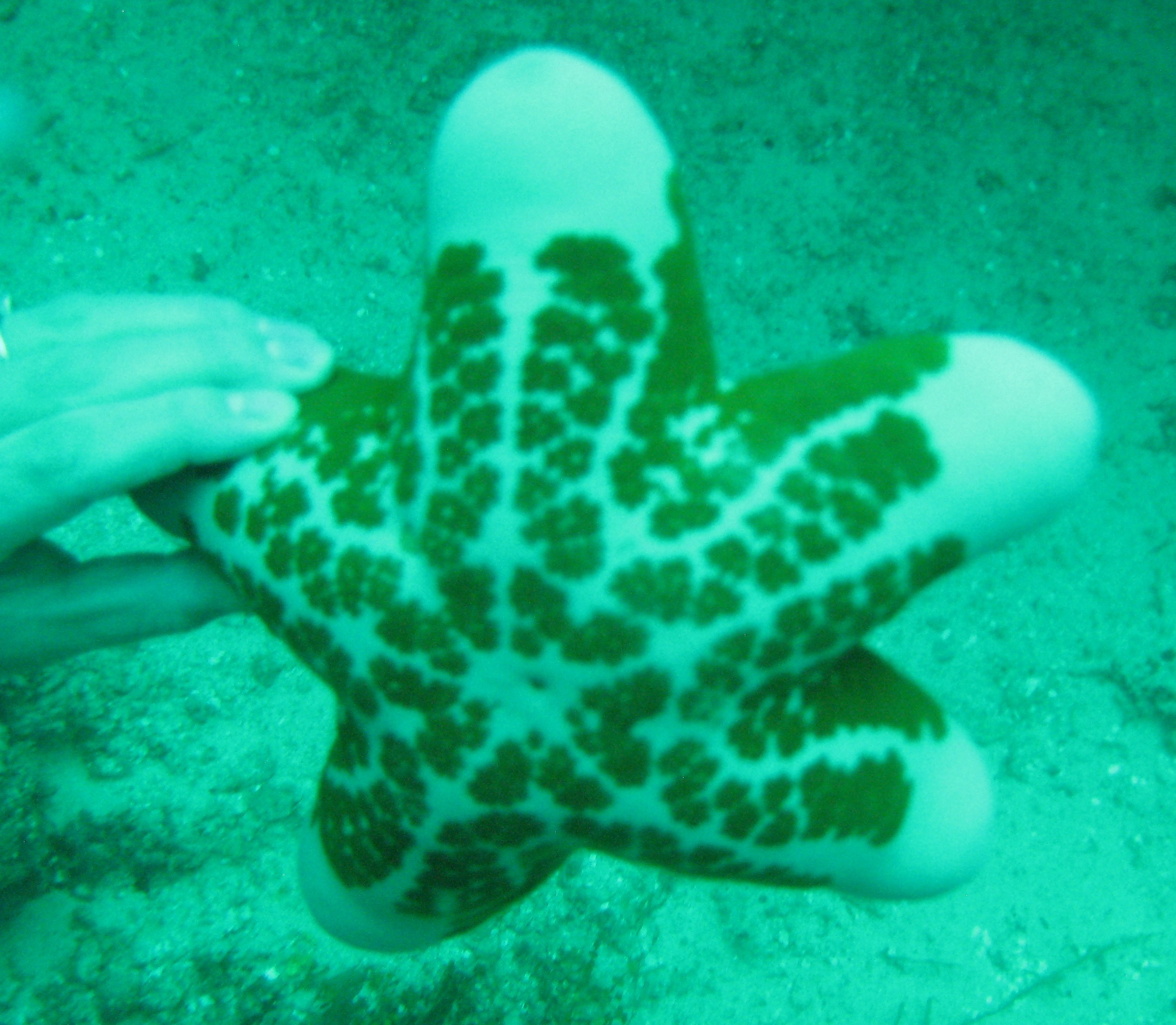
Sans éclairage artificiel.
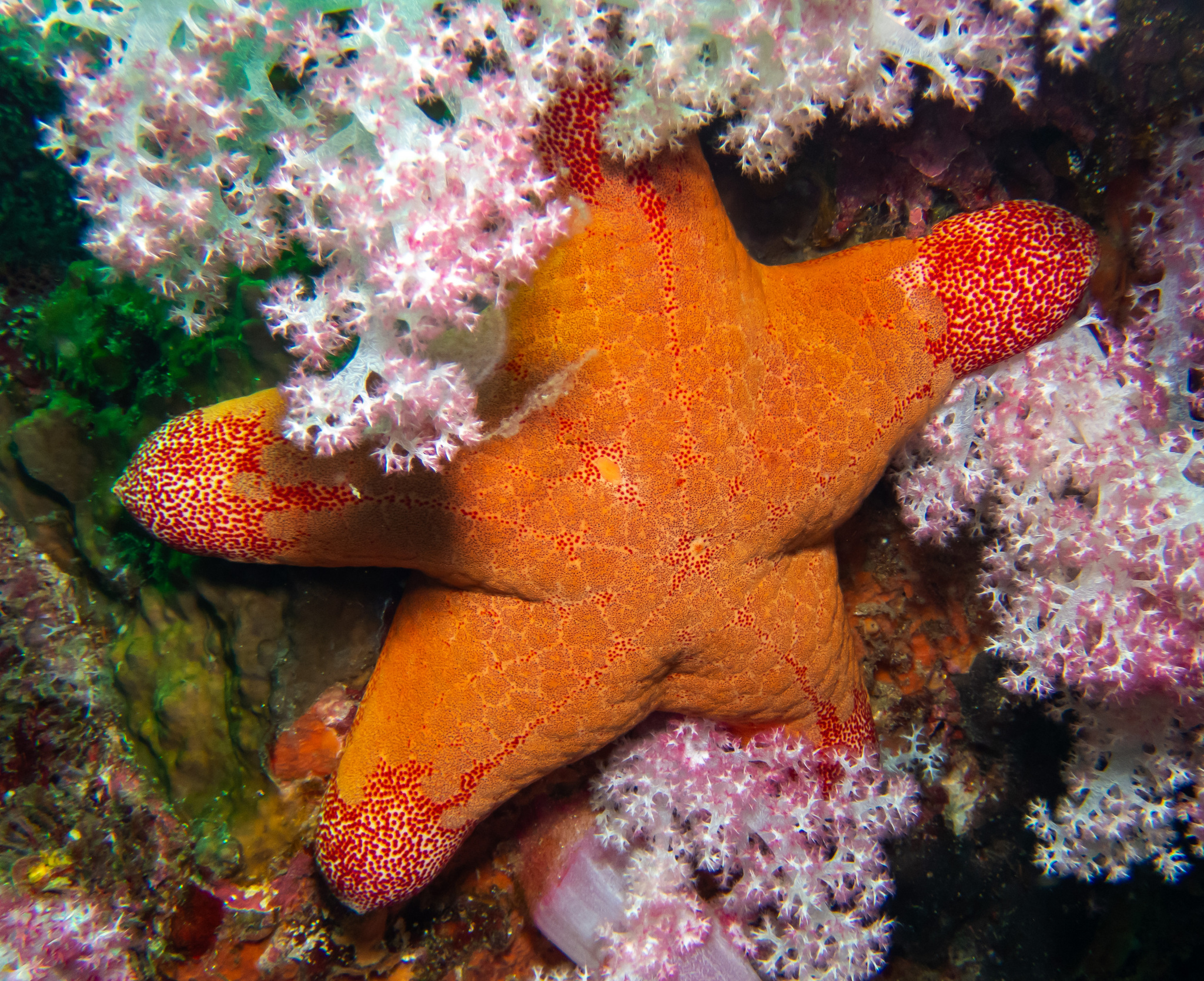
En Mer d'Andaman, les pointes sont tachées de rouge.

Cette espèce peut parfois être confondue avec celles du genre Pentaster (Philippines, Ouest Pacifique). Cependant ces dernières ont les bras moins arrondis, sont parfois couvertes de pointes ou de tuberculosités, et n'ont pas les mêmes ornements sur la face aborale.

## Habitat et répartition
L’Étoile-coussin granuleuse est présente dans les eaux tropicales de la région Indo-Pacifique, Mer Rouge incluse.

## Écologie et comportement
Les juvéniles sont de forme anguleuse, et ont longtemps été considérés comme une espèce différente, Bothryaster primigenius. 
C'est une espèce détritivore, qui se nourrit sur le sédiment de fond, mais ne néglige pas les charognes et les débris alimentaires. Elle vit sur les récifs et tombants, entre la surface et au moins 80 m de profondeur. 
Elle vit parfois en symbiose avec de petites crevettes nettoyeuses, comme Periclimenes soror. Son principal prédateur est le Triton géant (Charonia tritonis), un gros mollusque gastéropode carnivore.

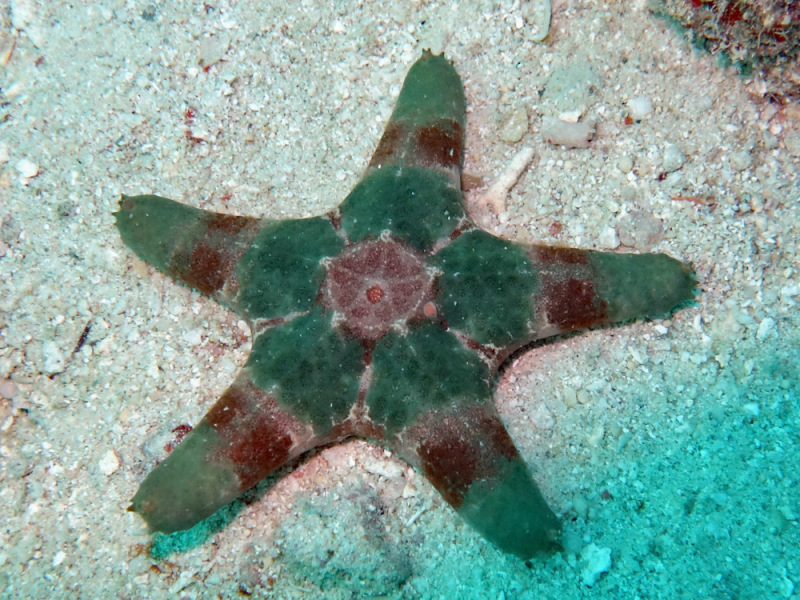
Juvénile
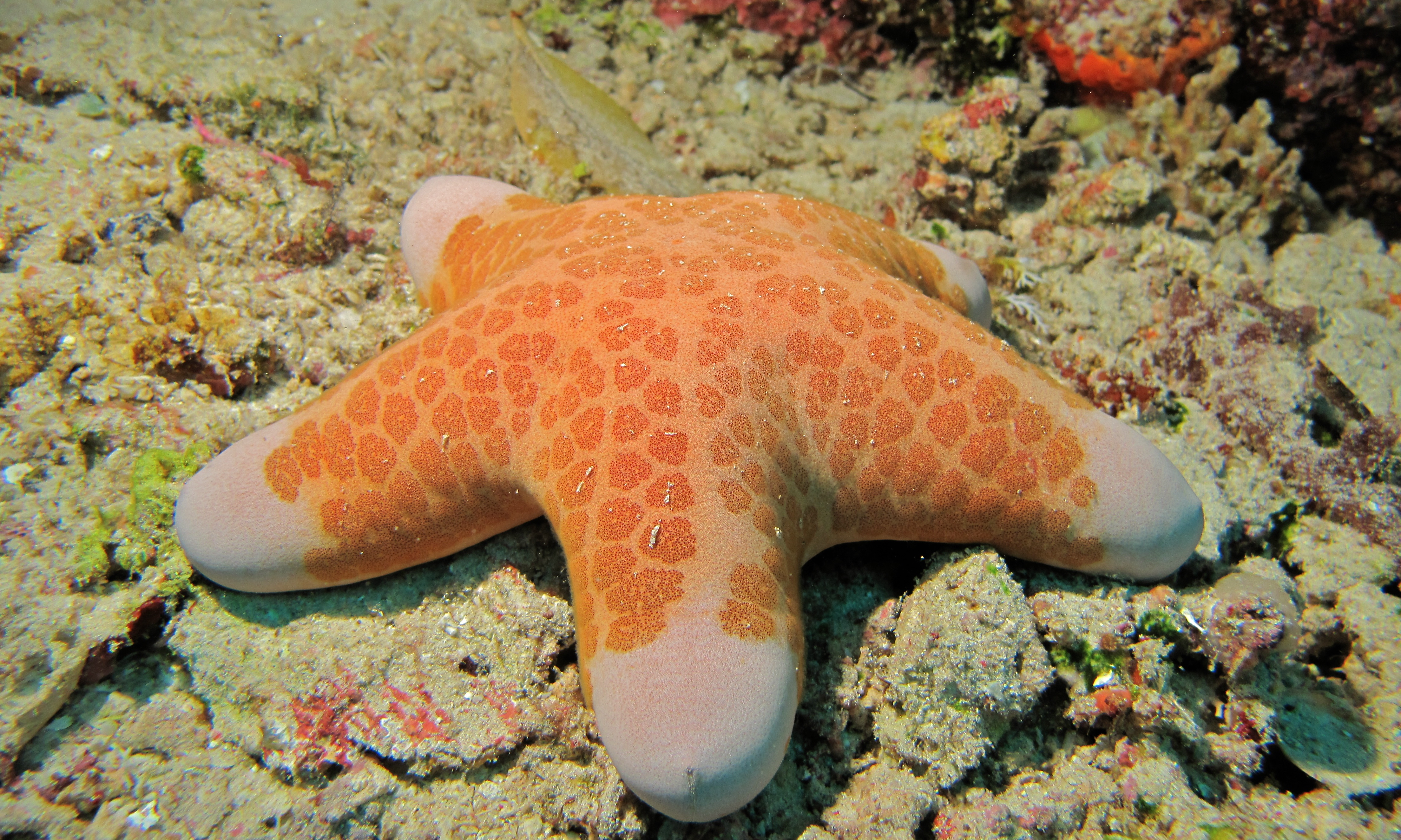
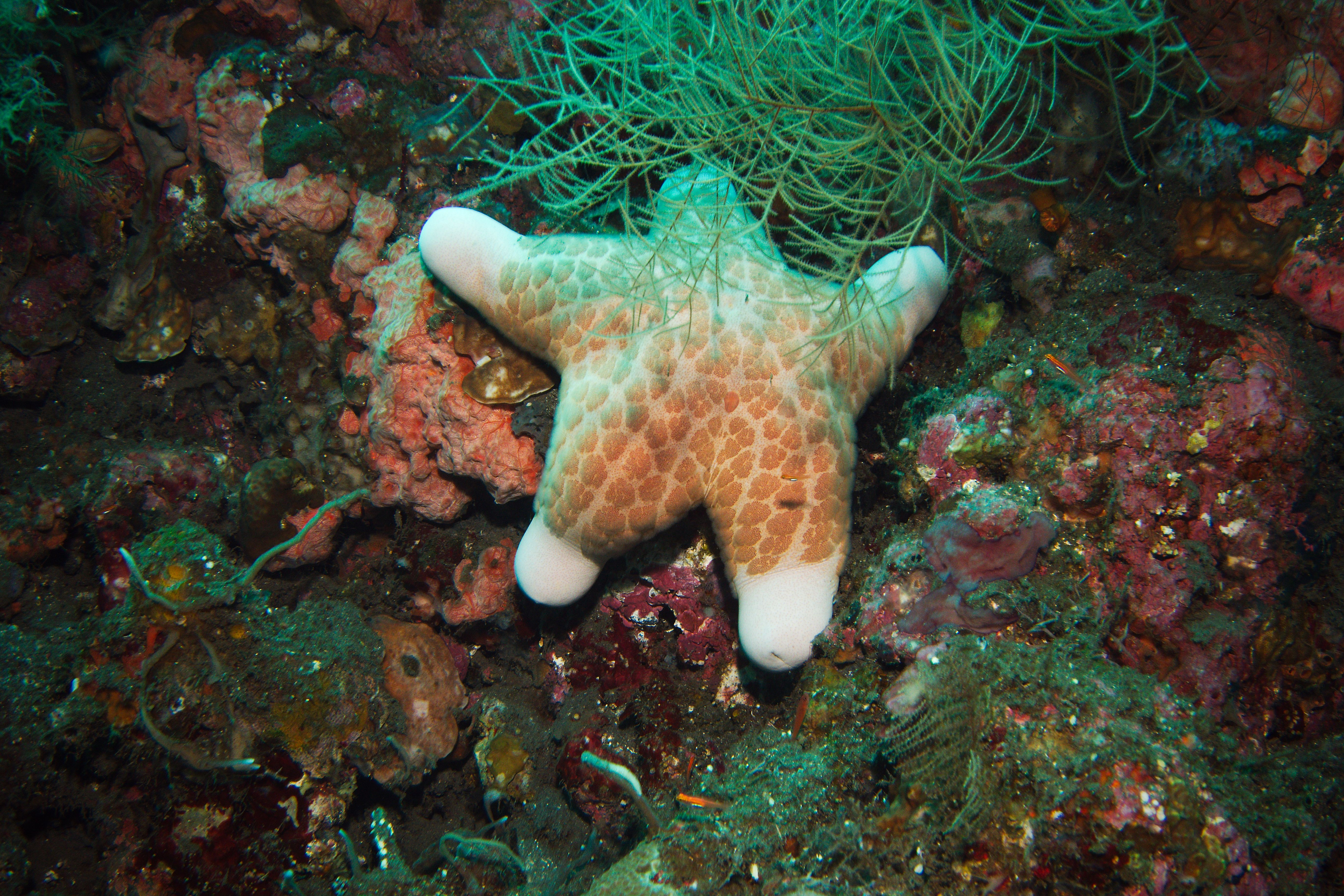